# 유금필
유금필, 또는 유검필(庾黔弼, ? ~ 941년 음력 4월)은 고려(高麗)의 무신(武臣)이며 개국공신이다. 평주(平州) 출생이며, 평산 유씨(平山 庾氏)의 시조이다. 시호는 충절(忠節)이다.

## 생애

### 활약
처음 그가 기록에 보이는 것은 918년 개국(開國) 이후 청주(淸州)의 반란을 우려한 태조(太祖)이 그와 홍유(洪儒)에게 군사(軍事) 1,500명을 주어 청주(淸州)의 반란((叛亂)을 막게 하였다는 《고려사》(高麗史) 권92 열전 제5 홍유(洪儒) 열전 및 견금 열전의 기록이다. 이것으로 보아 그는 비록 개국공신(開國功臣)목록에는 없지만 이전부터 태봉(泰封)에 봉직하였으나 태조(太祖) 일파였던 것으로 보이며, 또한 초반의 주요 활약 무대인 서부 전선 일대에도 어느 정도 영향력을 지녔던 것으로 보인다.
고려(高麗)의 개국공신(開國功臣)은 2,011명이다. 1등은 4명으로 배현경(裵玄慶), 홍유(洪儒), 복지겸(卜智謙), 신숭겸(申崇謙)이며, 2등은 7명으로 견권(堅權), 능식(能式), 권신(權愼), 염상(廉湘), 김낙(金樂), 연주(連珠),마란(麻煖)이고,
3등은 2,000명으로 정확한 명단은 알 수가 없으나 각 성씨의 족보나 묘지명을 통해서 일부분 파악이 되고 있다.
정변에 성공하여 고려(高麗)가 개국(開國)되고 혁명정부가 구성이 될 때 기록된 문,무관들과 임명된 관료, 그 자녀들까지 모두 개국(開國)에 협력한 사람이라고 봐야 한다. 따라서 유금필(庾黔弼)은 개국(開國)3등공신 2,000명 중 한명일 가능성이 매우 크다.

#### 북방
923년(태조(太祖) 6년) 마군장군(馬軍將軍)이 된 그는 개정군 3천명을 거느리고 골암진의 동산에 성을 쌓고 거처하며 북번의 추장 300명을 소집, 주연을 베풀었다. 그들이 모두 거나하게 취했을 때를 틈타 위협하니, 추장이 모두 복종하였다. 이후 부족들에서 귀순한 자는 1,500명이었고 또한 포로가 되었던 고려(高麗)인도 3천여 명을 돌려받았다 한다. 북방을 평정한 이때의 사건으로 인해 유금필(庾黔弼)은 이후 북방의 군대를 여러 차례 이끌었던 것 같다.

### 조물성 전투
초반에 유금필은 서부전선에서 활약했던 것으로 보인다. 925년(태조 8년) 음력 10월에는 정서(征西) 대장군에 임명되어 후백제의 연산진(燕山鎭 : 청주시)을 공격하여 그 곳의 장군 길환(吉奐)을 죽이고, 또한 임존군(예산군)을 공격하여 후백제 군사 3,000여 명을 죽이거나 포로로 잡는 대승을 거두었다. 승리 이후 조물성(문경이나 상주 또는 김천시 조마면) 방면에서 불리한 처지에 있던 왕건을 돕기 위해 군을 돌렸다. 유금필이 조물성에 입성하였단 소식을 들은 견훤은 화친을 청하였는데, 이때 견훤이 왕건의 진으로 와서 화친을 하려 하였으나 “사람의 마음이란 알기 어려운데 어찌 경솔히 적과 접근하겠습니까?”라며 만류하였다. 이는 왕건의 진영이 그만큼 피폐해 있었다는 점을 알려준다.

### 후백제의 서부전선위협
이후 927년 왕건이 백제와 신라의 연결선을 끊기 위한 작전을 수행하고 또한 패배할 때 그의 이름은 보이지 않는다. 이는 당시 유금필이 서부전선을 지키는 책임자였기 때문인 것 같다. 태조 왕건의 남행 작전을 분쇄하고 오히려 경상도 일대를 태조 왕건에게서 차단해 나가고 있었던 견훤은 서부전선에서도 공세를 취했다. 이에 태조 왕건은 유금필에게 928년 탕정군(湯井郡)에 성을 쌓으라 명하였다.

### 청주 전투
직후 후백제의 김훤, 애식, 한장이 청주를 3천여 병력으로 공격하였다. 유금필이 이 침공을 알게 된 것은 그가 잠깐 졸면서 꾼 꿈에 나타난 큰 사람이 이 침공을 알려줬기 때문이라는 전설이 열전에 수록되어 있다. 그 길로 유금필은 청주로 진군, 후백제군을 쳐부수고 독기진까지 추격하였고, 300여 명을 죽이거나 사로잡았다. 당시 왕건은 충주에 주둔해 있었고, 유금필이 이 승리를 충주로 가서 보고하자 왕건은 “동수 싸움에서 신숭겸과 김락 두 명장이 전사하였으므로 국가를 위하여 깊이 근심하였더니 지금 그대의 말을 듣고 나의 마음이 조금 안심되었다.”라고 하였다. 이 말로 미루어보아, 유금필은 아직 왕건의 중앙군에서 핵심적 위치를 차지하고 있지는 않았던 것 같다. 앞선 모든 활약이 왕건과 분리된 독자적 군사행동이었기 때문에, 1순위의 전장에서 싸우던 중앙군보다는 2순위, 3순위의 전장에 파견되던 장수로 생각해 볼 수 있을 것 같다. 이를 통해 이후 유금필이 참소를 당하게 되는 장면을 설명할 수 있을 것 같다.

### 고창 전투
929년 말에 견훤이 고창군(경북 안동)을 포위, 공격하자 경상도에서 돌파구를 열기 위해 동분서주하던 왕건도 대군으로 구원에 나섰다. 예안에 이르러 전략을 토의하였다. 태조는 “싸움이 만일 불리하면 장차 어떻게 할 것인가?”라고 물었다. 이에 대상(大相) 공훤(公萱)과 홍유가 대답하기를 “만약 불리하게 되면 죽령(竹嶺) 길로 돌아올 수 없게 될 것이니 빠져 나갈 길을 사전에 수리하여 두는 것이 좋겠습니다.”라고 했으나, 유금필은 “신이 듣건대 ‘병기는 흉한 기구이며 전투는 위험한 일’9)이라 하였으니, 구차히 살려는 마음을 버리고 죽을 각오로 싸워야만 승부를 결정할 수 있습니다. 지금 적과 마주하고 있는데, 싸워보지도 않고 먼저 기세가 꺾여 달아날 걱정만 하면 어찌되겠습니까? 만약 뒤쫓아 가 구원하지 않고, 고창군의 3천명 넘는 군사들을 고스란히 적에게 넘겨준다면, 어찌 원통하지 않겠습니까? 신은 진군하여 급히 공격하길 바라옵니다”라고 답하였다. 태조는 이를 쫓았고, 930년 음력 1월 병산의 전투에서 유금필은 저수봉으로부터 돌격하여 백제군을 크게 격파하였다. 견훤군은 전사자만도 무려 8천에 달하는 대패를 겪고 이후 경상도에서의 패권을 상실하게 된다. 이 승리로 인해 태조는 고창군에 들어가“오늘의 승전은 그대의 힘이다.”라며 유금필을 격려한다.

### 귀양과 유금필의 충정
931년에 유금필의 공이 뛰어나 지위가 상승한걸 시기한 대신들에 의해 참소를 입어 곡도(鵠島, 백령도)로 귀양을 갔다. 이듬해 백제의 해군장 상애 등이 대우도(大牛島)를 공략하자 태조가 대광, 만세 등을 보냈으나 패퇴당하였다. 그러나 유금필이 보고하기를, “신이 비록 죄를 짓고 귀양살이 중에 있습니다만 후백제가 우리 섬 고을을 쳐들어 왔다는 말을 듣고 신이 이미 곡도와 포을도(包乙島)의 장정들을 뽑아서 군대에 충당하고 전함을 수리하여 이를 막고 있습니다. 바라건대 주상께서는 근심하지 마소서.”라고 하였다. 즉 유금필은 귀향을 갔음에도 불구하고 나라를 위해 스스로 의병을 조직하여 적을 격퇴하였단 이야기이다. 이에 태조는 “참소하는 말만 믿고 어진 사람을 내쫓은 것은 나의 불찰이다”라고 하면서 사신을 보내 그를 소환하였다. 유금필을 위로하여 다음과 같이 태조는 말하였다고 한다. “그대는 실로 죄 없이 귀양을 살게 되었건만 일찍이 원한하거나 울분하지 않고 오직 나라를 도울 일만 생각하였으니 내가 심히 부끄럽고 후회된다. 나의 소망은 장차 자손들에게까지 연장하여 상 주어 그대의 충절에 보답하려는 것이다.”

### 신라 구원
933년에는 정남대장군이 되어 의성부를 수비하고 있었는데, 이때 앞선 해의 수군작전으로 위세를 다시 얻은 백제가 신검을 통군으로 하여 신라를 다시 위협하며 경상도 일대에서 군사작전을 펼친 것 같다. 왕건이 이에 유금필에게 신라의 서울을 구하라고 명하였다. 유금필은 장사 80명으로 결사대를 조직하였고, 사탄에 이르러 병졸들에게 다음과 같이 말하였다. “만약 여기서 적을 만나면 나는 필연코 살아서 돌아가지 못할 것인데 다만 그대들이 같이 희생당할 것이 염려되니 그대들은 각자가 살 도리를 잘 강구하라.” 그러나 병사들이 대답하기를 “우리들이 모두 죽으면 죽었지 어찌 장군만을 홀로 살아 돌아가지 못하게 하겠습니까?” 이에 사탄을 건넌 유금필의 결사대는 신검 등이 통솔하는 백제군과 싸우려 하였으나 백제군은 유금필 군의 대오가 정연한 것을 보고 싸우지도 않고 달아났다고 한다. 곧 경주에 도착하자 신라인들이 늙은이부터 어린이까지 모두 성밖에 나와 영접하며 눈물을 흘리며 유금필을 맞이했다고 한다. “뜻밖에 오늘 대광(大匡)을 뵈옵게 됩니다. 대광이 아니시면 우리들은 백제군에게 살육당했을 것입니다.” 7일간 머무른 후 다시 돌아오는 길에 자도에서 후백제의 신검 등을 만나 다시 싸웠는데, 역시 크게 승리하였으며 장군 금달·환궁 등 7인을 사로잡았으며 죽이거나 사로잡은 자도 매우 많았다고 한다. 보고를 들은 왕건은 놀라 “우리 장군이 아니면 누가 이 같이 할 수 있겠는가?”라고 하였고, 유금필이 개선하자 태조는 궁전에서 내려가서 맞이하면서 그의 손을 잡고 말하기를 “경의 공훈과 같은 것은 예전에도 드물었소. 짐의 마음에 새겨두었으니 이를 잊을 것이라 여기지 마시오.”라고 하였다. 이에 유금필이 사례하며 말하기를 “국난에 임해서는 사사로운 것을 잊어야 하고 나라의 위기를 보면 목숨을 내어놓는 것은 신하의 직분일 따름입니다. 성상께서는 어찌 이렇게까지 하십니까?”라고 하자 태조는 그를 더욱 소중히 여겼다고 한다.

### 운주 전투
934년, 태조가 운주(홍성)를 치려고 그를 우장군으로 임명하였다. 견훤이 이를 듣고 갑사 5천으로 운주로 진군하여 화의를 청하면서 “두 나라 군사가 서로 싸우면 형세가 양쪽 모두에게 온전하지 못할 것이니, 무지한 사졸들이 많이 죽고 다칠까 두렵소. 화친을 맺어 각기 국경을 보전하는 게 옳을 것이오.”라고 전하였다. 이에 관하여 의논을 하자 유금필은 역시 강경한 발언을 한다. “오늘의 형세는 싸우지 않을 수 없습니다. 바라건대 성상께서는 걱정하지 마시고 신들이 적을 쳐부수는 것을 보시옵소서.” 곧이어 유금필은 기병 수천명을 거느리고 돌격하여 3,000여 명을 죽이거나 사로잡았고 후백제의 군사 종훈과 군의관 훈겸, 용장 상달·최필 등을 사로잡았다. 이 소식을 들은 웅진 이북의 30여 성이 고려에 항복하여 서부전선에서도 고려의 우위가 확립되었다.

### 견훤의 탈출
935년에는 음력 3월에 폐위, 유폐되었던 견훤을 탈출시키기 위한 계획의 일환으로 보이는 음력 4월 나주 공략이 있었다. 태조는 “나주(羅州) 경계의 40여 고을은 우리의 울타리가 되어 오랫동안 나의 교화에 복종하였소. 일찍이 대상(大相) 견서(堅書), 권직(權直), 인일(仁壹) 등을 보내어 그 곳을 순무(巡撫)하였는데, 근래에 후백제에게 빼앗겨 여섯 해 동안이나 바닷길이 통하지 않고 있으니, 누가 나를 위하여 그 곳을 진무(鎭撫)하겠소?”라며 파견할 장수를 고르려 하였다. 이에 홍유, 박술희(朴述熙) 등이
“신들이 비록 용맹은 없지만 진무하는 장수가 되기를 원합니다.”라고 하였으나, 왕건은
“무릇 장수가 되려면 사람들의 마음을 얻는 것이 귀중하오.”라고 하였다. 공훤, 대광 제궁(悌弓) 등이 그러자
“유금필이 적임자입니다”라고 하였다. 왕건은
“나도 이미 그렇게 생각하였소. 다만 근래에 신라로 가는 길이 막혔을 때 유금필이 가서 그 길을 통하게 하였으니, 짐은 그의 노고를 생각하여 차마 다시 명을 내리지 못하고 있소.”라고 하였다. 이때 유금필이 아뢰기를
“저의 나이는 이미 늙었으나 이것은 국사 대사인데 감히 있는 힘을 다 바치지 않겠습니까?”라고 하니 왕건이 기뻐서 눈물을 흘리면서 말하기를
“경이 만일 이 명령을 받는다면 이보다 더 기쁜 일이 어디 있겠는가?" 라며 유금필을 도통대장군(都統大將軍)로 임명하여 예성강까지 가서 송별하였고, 그에게 왕의 함선을 주었다고 한다. 태조는 유금필이 출정준비를 마칠 때까지 3일 동안 머무르며 유금필을 환송하였다고 한다. 그는 곧 후백제에 빼앗겼었던 금성(전남 나주)을 탈환하였으며 다시 유금필이 돌아올 때도 태조는 예성강까지 나아가 그를 맞이하였다고 한다. 곧이어 음력 6월에는 금산사를 탈출해 금성으로 들어와 고려에 대해 귀부의 뜻을 밝힌 견훤 일행을 맞아들이는 군을 또한 통솔하였다.

### 일리천 전투와 후백제의 멸망
일리천 전투는 936년(태조 19)에 지금의 경상북도 구미 지방에서 고려(高麗)와 후백제(後百濟) 사이에 있었던 대규모 전투이다.
선산(善山)의 옛 이름이 일리군(一利郡)이므로 일리천(一利川)은 구미시 인동면에 위치한 낙동강 지류로 비정하고 있다. 935년 신라 경순왕(敬順王)이 고려에 항복한 뒤 고려와 후백제만이 대적하고 있었다.
당시 후백제의 상황은 견훤(甄萱)이 고려에 투항하고 아들 신검(神劍)이 정권을 장악하고 있었다. 936년 6월 견훤이 고려 태조에게 후백제의 신검을 칠 것을 청하여 태조가 이에 응해, 먼저 태자 무(武: 뒤의 혜종)와 장군 박술희(朴述希)를 보병과 기병 1만 명과 함께 천안부(天安府)로 보냈다. 천안부는 후백제군이 추풍령을 넘어와 김천(金泉)과 선산을 거쳐 군위(軍威)와 칠곡(漆谷) 일대로 진출하는 루트를 방어하는 거점이었다.
9월에는 태조 자신이 3군(三軍)을 이끌고 천안부에 이르러 합세해 일선군(一善郡: 구미시 선산읍)으로 진격하였다. 이 때 두 나라 군대가 일리천을 사이에 두고 진을 쳤다. 고려군은 마군(馬軍) 4만 명, 보병 2만 3,000명, 기병 9,800명에 여러 성의 군사 1만 4,700명 등 총 8만 7,500명으로 후삼국시대 삼국의 쟁패과정 중 가장 많은 병력이 동원되었다.
참가한 장군은 명주대광(溟州大匡) 왕순식(王順式), 대상(大相) 유금필(庾黔弼)·김철(金鐵)·홍유(洪儒)·박수경(朴守卿)·견권(堅權)·박술희·긍준(兢俊)·공훤(公萱) 등 『고려사(高麗史)』에 나오는 장수 이름만도 38명에 이르는 것으로 보아 이 싸움의 중요성을 알 만하다. 이러한 대규모 병력동원은 견훤의 요청에 따른 역자징치(逆子懲治)의 의미를 넘어선 것으로서 그 목적이 후백제의 멸망에 있음을 짐작하게 해준다.
후백제는 고창전투(古昌戰鬪) 이후 후삼국 주도권의 상실과 그 만회의 실패, 운주전투(運州戰鬪)에서의 패전과 운주(홍성) 이북 지역 상실, 정변에 따른 후유증, 견훤의 고려귀부, 신라의 고려에의 투항·병합 등으로 대내외적 조건이 악화일로에 처해져 있었다. 특히, 견훤의 참전은 후백제군의 사기를 극도로 저하시키고 갈등도 야기시켰을 것이다.
또, 신검에 의해 금강(金剛)이 제거되면서 전주(全州) 지역의 호족(豪族)들도 후백제에게 등을 돌리게 되었다. 이들은 광주(光州) 지역 호족에 기반을 둔 신검보다 전주지역 호족을 외척으로 둔 금강을 지지하였다. 지방 호족들이 이탈하면서 후삼국 성립 이후 우위를 지켰던 후백제는 군사력 면에서도 열세에 처하게 되었다.
후백제의 좌장군(左將軍) 효봉(孝奉)·덕술(德述)·애술(哀述)·명길(明吉) 등이 싸워보지도 않은 채 항복하고 오히려 태조에게 “신검이 중군(中軍)에 있으니 좌우로 협공하면 반드시 그를 격파할 수 있을 것입니다”라고 신검을 공격할 계책까지 진언하였다는 『고려사』의 기록에서 당시 고려군의 강력한 병세에 위압된 측면도 있지만, 신검정권에 대한 후백제의 호족과 장군들의 반발도 알 수 있다.
태조는 대장군 공훤에게 명해 곧바로 후백제의 중군을 치게 하고 3군이 일제히 전진해 공격하니 후백제군이 크게 패하였다. 후백제군은 지휘부가 무너지면서 내분이 발생하여 자멸에 이르렀다. 장군 흔강(昕康)·견달(見達) 등을 비롯해 3,200명이 포로가 되고 5,700명이 전사하였다.
신검은 패잔병을 이끌고 김천에서 추풍령을 넘어 영동-금산을 거쳐 논산에서 전열을 정비하였다. 고려군은 황산군(黃山郡: 지금의 충청남도 논산시 연산)으로 진입하여 탄령(炭嶺)을 넘어 마성(馬城)에 진군해 주둔하였다. 탄령은 탄현(炭峴)으로 완주군 운주면 삼거리, 대전 동쪽의 마도령, 금산군 진산면 숯고개 등으로 보고 있다. 신검은 부여와 대전, 영동 등에 배치된 병력을 규합하여 고려군에 대항하려 하였다. 그러나 전력의 절대적인 열세와 저하된 사기를 감안하여 더 이상 저항이 불가능함을 깨닫고 아우 양검(良劍)·용검(龍劍)과 문무관료를 데리고 항복하였다.
일리천 전투는 고려와 후백제의 최후 운명을 건 일대 격전이었다. 이 전투에서 후백제가 참패하고 멸망하면서 왕건이 후삼국을 통일하는 계기가 되었다.

## 의의와 평가
고려사를 보면 유금필은 패한 경우의 기록이 없다.
유금필은 육전만이 아니라 해전에서도 큰 공을 세웠을 정도로 모든 전선에서 큰 공을 세웠다.
하지만 유금필은 대부분 무모하다 싶은 전투를 홀로 치루었으며, 군사들을 사지에 몰아넣는 것 같아 보이기도 하다.
하지만 사탄전투와 같이 그를 따르는 군사들은 자신의 목숨을 아깝지 않아했으며, 유금필을 깊이 신뢰한 것으로 보인다.
즉 승리를 확신하였기에 그런 무모한 행동이 나왔다고 보인다.
유금필의 이와 같은 용맹은 훗날 또다른 맹장이 이어받는다. 바로 척준경이다.
하는 전투마다 피하는걸 마다하지 않으며 나라를 위해 충성을 다하고 적을 업신여기지도 않으며 주군을 위해 또는 나라를 위해
몸바쳐 싸운게 공통된 부분이라 할 수 있다.
```
<사후>
고려 성종 13년인 994년에 태조묘정에 배향되었고
태사 개국 무열공 
배현경
 태사 개국 충열공 
홍유
 태사 개국 무공공 
복지겸

태사 개국 장절공 
신숭겸
 태사 개국 충절공 
유금필
 태부 희개공 
최응

이 6명을 조대 6공신이라 칭한다
```

```
후손 유자우 묘지명의 의하면 유금필의 공신호는 다음과 같다
```

```
<삼한통합 제5호기위  태사 개국공 삼중대광 장위익대  광위협보 좌성저정 공신>
 三韓統合 第五虎騎尉 太師 開國公 三重大匡  壯威翼戴 匡衛協輔 佐聖底定 功臣
```

```
이 공신호는 평산신씨 시조 장절공 신숭겸의 공신호와도 유사점이 있다.
```

```
장절공 신숭겸 공신호
< 벽상 호기위 태사 개국공 삼중대광 의경익대 광위이보 지절저정 공신
  壁上 虎騎衛 太師 開國公 三重大匡 毅景翊戴 匡衛怡輔 砥節底定 功臣
```

## 가계
그의 딸은 태조(太祖)의 제9비 동양원부인(東陽院夫人)이며, 왕건(王建)은 그에게서 효목태자(孝穆太子)와 효은태자(孝隱太子)를 보았다고 한다. 그는 941년 음력 4월 사망하였다. 994년(성종(成宗) 13년)에 태사(太師)로 추증되었고, 태조(太祖) 묘정에 배향되었다. 아들은 유긍(庾兢), 유관유(庾官儒), 유경(庾慶)이다.
- 아들 : 유긍(庾兢)
- 아들 : 유관유(庾官儒)
- 아들 : 유경(庾慶)
- 딸 : 동양원부인(東陽院夫人)

## 유금필이 등장하는 작품

### TV 드라마
- 《태조 왕건》(KBS, 2000년~2002년, 배우:강인덕)
- 《제국의 아침》(KBS, 2002년~2003년, 배우:강인덕)

## 같이 보기
- 임천 유태사 묘